# بيير-إرنست بويفن
بيير-إرنست بويفن هو سياسي كندي، ولد في 24 يونيو 1872 في فارنهام في كندا، وتوفي في 26 ديسمبر 1938 في كيبك في كندا. نشط حزبياً في الحزب الليبرالي الكندي. وقد انتخب عمدة وانتخب عضو مجلس العموم الكندي.